# Podocarpus elongatus
Podocarpus elongatus — вид хвойних рослин родини подокарпових.

## Поширення, екологія
Країни поширення: Малаві; ПАР (північна та західна капські провінції); Замбія; Зімбабве. Розкидано росте у рідколіссях на вологих ділянках, як правило, вздовж потоків і в ярах, або на скелястих ділянках з рідкісною рослинністю. Має широкий висотний діапазон: від 130 до 2250 м над рівнем моря.

## Використання
Через свій невеликий розмір і, як правило, густу звичку, цей вид не має економічного значення сьогодні. Але в минулому, коли були більші дерева, деревина використовувалася для виготовлення вагонів, стільців і токарного оброблення дерева. Рідкісний у вирощуванні.

## Загрози та охорона
Ніяких конкретних загроз виявлено не було для цього виду. Цей вид відомий з багатьох охоронних територій по всьому ареалу.